# The Adventures of Smilin' Jack
The Adventures of Smilin' Jack é um seriado estadunidense de 1943, produzido pela Universal Pictures em 13 capítulos, baseado na tira em quadrinhos "The Adventures of Smilin' Jack". Dirigido por Lewis D. Collins e Ray Taylor, protagonizado por Tom Brown e Rose Hobart, veiculou nos cinemas estadunidenses a partir de 5 de janeiro de 1943.

## Elenco
- Tom Brown .... 'Smilin' Jack' Martin
- Rose Hobart .... Gertrude Muller (Fräulein von Teufel)
- Edgar Barrier .... Tommy Thompson
- Marjorie Lord .... Janet Thompson
- Keye Luke .... Capt. Wing
- Sidney Toler .... Gen. Kai Ling
- Cyril Delevanti .... Mah Ling/Han Po
- Philip Ahn .... Wu Tan
- Nigel De Brulier .... Lo-San
- Turhan Bey .... Kageyama
- David Hoffman .... John (Johann) O. Blenker, um espião nazista
- Rico De Montezas .... Hito
- Jay Novello .... Kushimi
- Grace Cunard (não-creditada)

## Sinopse
Em Mandor, província chinesa, o piloto estadunidense Smilin’ Jack Martin (Tom Brown), seu amigo Tommy Thompson (Edgar Barrier) e o capitão do exército chinês Wing (Keye Luke), ajudados pela irmã de Tommy, Janet (Marjorie Lord), tentam frustrar os planos da espiã nazista Fraulein von Teufel (Rose Hobart) e de seu cúmplice Kageyama (Thurhan Bey), que desejam descobrir um caminho secreto entre China e Índia.

## Produção

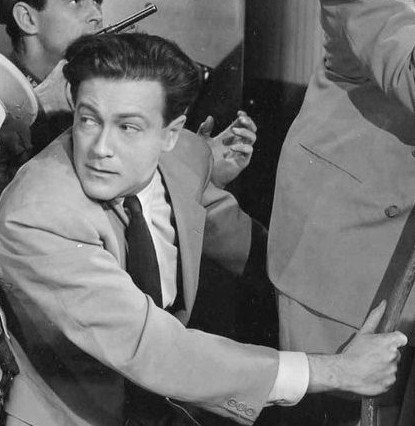
Edgar Barrier em uma cena de The Adventures of Smilin' Jack

O seriado foi baseado na tira em quadrinhos de Zack Mosley, mas não estava dentro das características comuns a uma produção da Universal. Muito pouco da tira em quadrinhos original foi usado e um novo personagem, Tommy Thompson, foi criado pela Universal, com uma certa semelhança com Tommy Tomkins, das histórias “Tailspin Tommy”. Cline sugere que foi "uma tentativa rápida de obter uma história na tela sobre um tema atual, e poderia ter tido qualquer nome como um herói”.
Mattos salienta que, no seriado, o personagem criado por Zack Mosley em 1933 não apresentava o bigode e não tinha os companheiros da tira original, tais como “o cozinheiro Fat Stuff, caçador de cabeças regenerado dos mares do sul”.

## Tradução
No Brasil, o personagem dos quadrinhos foi traduzido como Jack do Espaço, porém o seriado teve outra tradução, "Aventuras de Chico Viramundo".

## Capítulos
1. The High Road to Doom
2. The Rising Sun Strikes
3. Attacked by Bombers
4. Knives of Vengeance
5. A Watery Grave
6. Escape by Clipper
7. Fifteen Fathoms Below
8. Treachery at Sea
9. The Bridge of Peril
10. Blackout in the Islands
11. Held for Treason
12. The Torture Fire Test
13. Sinking the Rising Sun

Fonte: